# 阿爾泰烏梁海

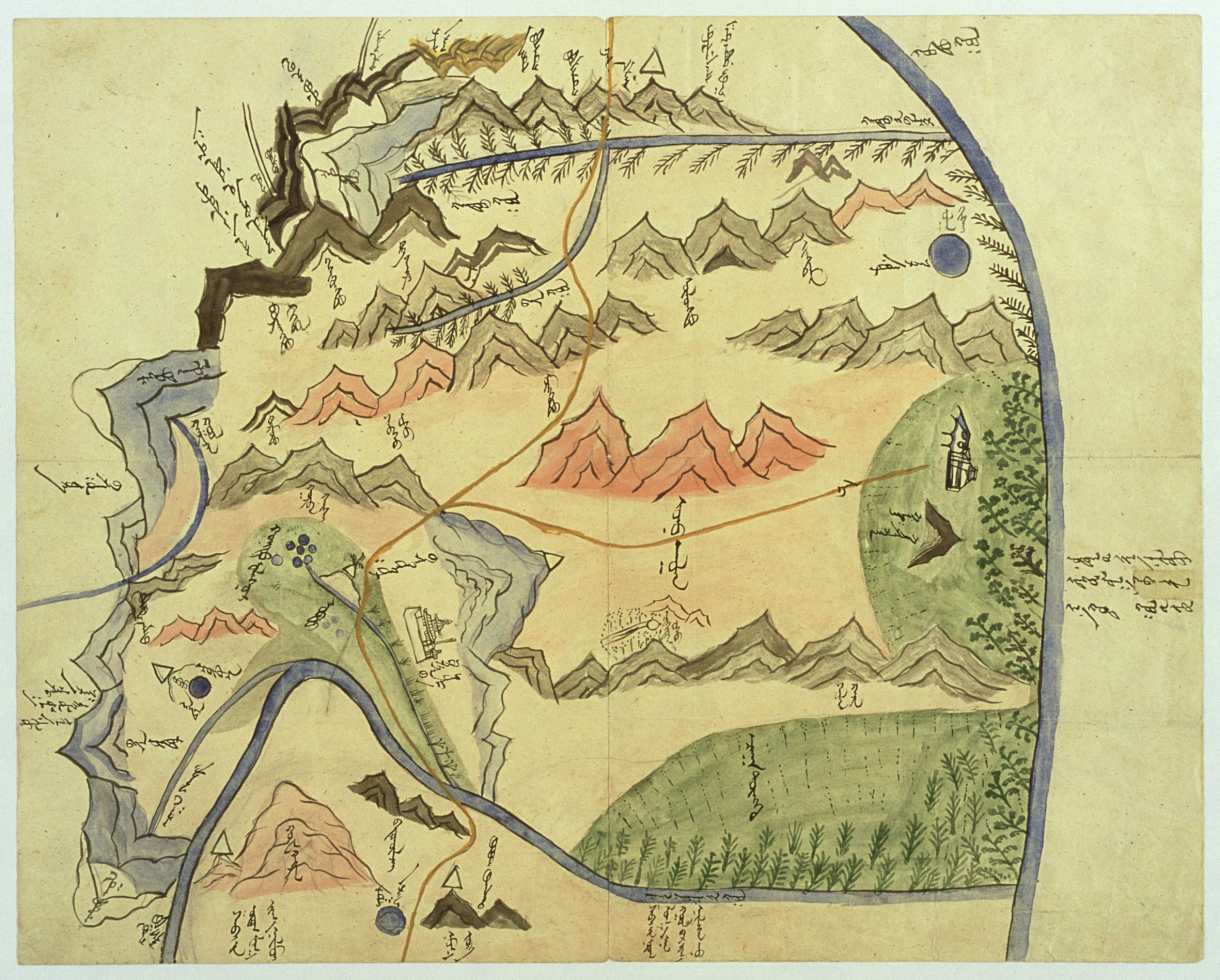
阿爾泰烏梁海一旗之地圖

阿爾泰烏梁海（托忒文：ᠠᠯᡐᠠᡅ ᡅᠨ
ᡇᠷᠠᡃᡊᡍᠠᡅ，转写：Altai-in Uraːngxai），是清代科布多所屬的一個部落，共七旗。遊牧于今中國新疆阿勒泰地區額爾齊斯河以北、吉木乃縣以西地方及俄羅斯阿爾泰共和國南部一帶。由阿爾泰烏梁海副都統管轄，隸屬于科布多參贊大臣。1907年改屬阿爾泰。1919年阿爾泰改設阿山道，併入新疆省。

## 歷史
阿爾泰烏梁海原附屬於準噶爾。乾隆十九年（1754年）歸附清朝，編阿爾泰烏梁海部落為七旗。次年，以宰桑察達克為副都統，統領阿爾泰烏梁海。此後陸續有烏梁海人來降，亦編入七旗。乾隆二十四年（1759年）定阿爾泰山以南、額爾齊斯河以北為該部牧地。乾隆二十七年，每旗設總管一人。乾隆二十八年（1763年）將其分為左右兩翼，以察達克、圖克慎為左右兩翼總管。
乾隆以後，哈薩克人陸續遷入阿爾泰烏梁海。同治四年（1865年）因新疆變亂，設立烏梁海臺站，運送由科布多至塔爾巴哈臺的軍餉、文書。次年塔城失陷，塔城厄魯特兵移至阿爾泰烏梁海。光緒三十二年十二月（1907年初），阿爾泰烏梁海七旗改屬阿爾泰。1919年阿爾泰併入新疆，後設縣管理。

## 旗盟

### 清代
清末，其遊牧地界東至都魯諾爾與科布多所屬明阿特旗、額魯特旗接界，南至巴噶諾爾與新土爾扈特部接界，西至巴爾哈斯諾爾的中俄邊界卡倫，北接俄羅斯所屬原阿爾泰淖爾烏梁海地界。領七旗，每旗設總管一人（有的旗總管為兼任），不設盟。
- 阿爾泰烏梁海左翼四旗：副都統旗、散秩大臣旗、總管旗二
- 阿爾泰烏梁海右翼三旗：散秩大臣旗、總管旗二

### 民國時期
民國時期，阿爾泰烏梁海常簡稱為“烏梁海”，民國政府改總管為札薩克，旗名也有所變化，新疆省政府还將烏梁海左右兩翼與新土爾扈特兩旗和新和碩特一旗一併劃入青塞特奇勒圖盟，名義上置十旗，但外蒙古獨立、蒙軍攻佔科布多後與新疆停戰，雙方以阿爾泰山分水嶺為界，左翼、左翼左、左翼右三旗由蒙古博克多汗統治，餘下四旗仍屬民國阿爾泰區域。
- 烏梁海左翼
  - 烏梁海左翼旗（屬外蒙古）
  - 烏梁海左翼左旗（屬外蒙古）
  - 烏梁海左翼右旗（屬外蒙古）
  - 烏梁海左翼後旗（屬阿爾泰區域）
- 烏梁海右翼
  - 烏梁海右翼旗（屬阿爾泰區域）
  - 烏梁海右翼左旗（屬阿爾泰區域）
  - 烏梁海右翼右旗（屬阿爾泰區域）

## 設官
阿爾泰烏梁海部設副都統一人，總管七旗。左右翼各設散秩大臣一人，分理旗務。副都統、左右翼散秩大臣各兼任一旗總管。其餘四旗各設總管一人。每旗設佐領一人、驍騎校一人。各官皆由科布多參贊大臣簡選後奏請補放。

## 延伸阅读
[在维基数据编辑]
 《清史稿/卷524》，出自趙爾巽《清史稿》